# Trond Fausa Aurvåg
Trond Fausa Aurvåg (Fetsund, 2 agosto 1972) è un attore norvegese.

## Filmografia parziale

### Cinema
- Posta celere (Budbringeren), regia di Pål Sletaune (1997)
- Andreaskorset, regia di Martin Asphaug (2004)
- The Bothersome Man (Den brysomme mannen), regia di Jens Lien (2006)
- Tatt av kvinnen, regia di Petter Næss (2007)
- Tornando a casa per Natale (Hjem til jul), regia di Bent Hamer (2010)
- Jeg er din, regia di Iram Haq (2013)
- The Middle Man, regia di Bent Hamer (2021)
- Oppenheimer, regia di Christopher Nolan (2023)

### Televisione
- Nissene på låven - serie TV, 24 episodi (2001)
- Nissene over skog og hei - serie TV, 24 episodi (2011)
- Lilyhammer - serie TV, 24 episodi (2012-2014)
- Jul i Blodfjell - miniserie TV, 48 episodi (2017-2019)
- Norsemen - serie TV, 18 episodi (2016-2020)
- Stjernestøv - serie TV, 23 episodi (2020)
- Nissene i bingen - serie TV, 24 episodi (2021)
- Neste sommer - serie TV, 114 episodi (2014-2024)